# Avenue Viton
L’avenue Viton est une voie marseillaise située dans le 9e arrondissement de Marseille. 

## Situation et accès
Elle va de la rue Aviateur-Le-Brix au chemin de la Colline-Saint-Joseph.
L’avenue Viton est desservie par les lignes      du réseau RTM, toutes ces lignes démarrent et font terminus à la station de métro Sainte-Marguerite - Dromel.

## Origine du nom
L'avenue est nommée en hommage à Pierre Jean Baptiste Viton, un riche armateur ayant donné 110 000 francs pour la construction d'un pavillon à l'hospice de Sainte-Marguerite.

## Bâtiments remarquables et lieux de mémoire
L’entrée ouest des hôpitaux sud dont l’hôpital Sainte-Marguerite se situe sur cette avenue qui la longe sur toute sa longueur.